# Toante (figlio di Andremone)
Toante (in greco antico: Θόας?, Thóas) è un personaggio della mitologia greca, figlio di Andremone e Gorga e re di Calidone.

## Mitologia
Toante s'unì alle schiere dei pretendenti di Elena, ma il caso volle che la donna toccasse a Menelao  e prese parte con quaranta navi alla guerra di Troia. Omero lo delinea nella rassegna del II libro dell'Iliade motivando che il suo dominio su Calidone fosse stato dettato dall'estinzione della discendenza di Oineo. 
Partecipò alla guerra di Troia schierato con Achille ed i suoi compagni, al comando di una flotta composta da cinquanta navi. In battaglia, Toante immerse la sua lancia nel petto del condottiero trace Piroo, traforandogli il polmone e poi con la spada ne squarciò l'addome, ma fu violentemente respinto dalle file dei traci quando s'apprestò a spogliare il caduto delle armi.
Toante accolse la sfida lanciata da Ettore, che volle porre fine ad una sanguinosa mattinata di guerra affidando le sue sorti ad un duello con un comandante greco. Il sorteggiato finale tra i nove eroi greci che osarono farsi avanti fu Aiace Telamonio.
Nel XIII libro, Poseidone in persona calatosi in forme umane e scorrendo fra le file greche, spronò l'eroe etolo alla battaglia e più tardi, assunse la sua voce per rinfocolare l'animo del re Idomeneo ed esortarlo a vendicare l'uccisione del nipote Anfimaco.In seguito, Toante manifestò il proprio sconforto scorgendo Ettore che faceva strage di achei. 
Fu ferito da Glauco durante la mischia per la salma di Achille. E, secondo l'Eneide, fu tra i guerrieri che entrarono nel cavallo di legno.